# Neu Budkowitz
Neu Budkowitz, polnisch Nowe Budkowice (1936–1945: Neu Baudendorf) ist eine Ortschaft in Oberschlesien. Neu Budkowitz liegt in der Gemeinde Murow im Powiat Opolski in der polnischen Woiwodschaft Oppeln.

## Geographie

### Geographische Lage
Neu Budkowitz liegt ca. neun  Kilometer östlich vom Gemeindesitz in Murow sowie ca. 25 Kilometer nördlich der Kreisstadt und Woiwodschaftshauptstadt Oppeln. Der Ort liegt mitten in einem großen Waldgebiet, das zum Landschaftsschutzpark Stobrawski gehört. Durch Neu Budkowitz fließt der Budkowitzer Bach (poln. Budkowiczanka), ein linker Nebenfluss des Stobers (poln. Stobrawa).
Östlich von Dambinietz verläuft die Bahnstrecke Jełowa–Kluczbork mit dem Haltepunkt Lassowitz.

### Nachbarorte
Nordwestlich von Neu Budkowitz, nur ca. 1 km entfernt, liegt Alt Budkowitz (poln. Stare Budkowice). Im Süden liegt Podewils (poln. Kały). Im Osten liegt das Dorf Laskowitz (poln. Laskowice), das zur Gemeinde Gross Lassowitz (poln. Lasowice Wielkie) gehört.

## Geschichte

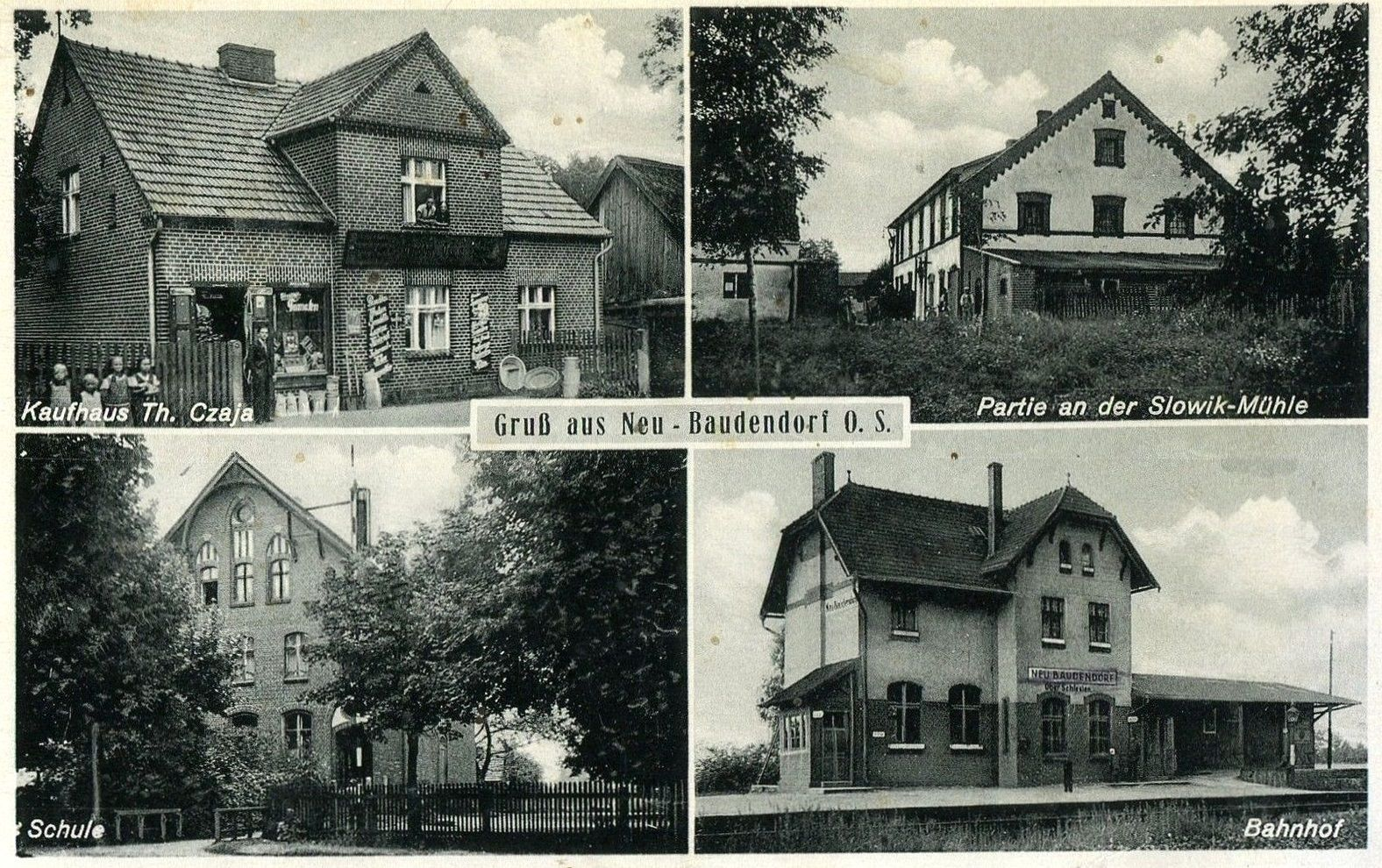
Postkarte mit alten Ansichten aus Neu Baudendorf, um 1936

Das Dorf Neu Budkowitz wurde 1765 auf dem Gelände eines Vorwerkes gegründet, das zum Schloss Oppeln gehörte.
Es entstand im Zuge der Friderizianischen Kolonisation in den dünn besiedelten Wäldern nördlich von Oppeln. Die Felder des Vorwerkes wurden auf 14 Kolonisten aufgeteilt. Die ersten Siedler stammten aus dem naheliegenden Dorf Lugnian und waren vielfach Köhler für die Eisenhütte in Friedrichsthal. 1783 zählte das Dorf 14 Bauernhöfe und 81 Bewohner. 1845 lebten in Neu Budkowitz 368 Menschen in insgesamt 55 Häusern.
1905 wurde in Neu Budkowitz eine Schule erbaut. 1912 zählte die Dorfschule 125 katholische Schüler. 1910 zählte das Dorf 544 Einwohner.
Bei der Volksabstimmung in Oberschlesien am 20. März 1921 stimmten 218 Wahlberechtigte für einen Verbleib bei Deutschland und 163 für Polen. Neu Budkowitz verblieb beim Deutschen Reich. 1933 lebten im Ort 454 Einwohner. Am 19. Mai 1936 wurde der Ort in Neu Baudendorf umbenannt. 1939 hatte der Ort 438 Einwohner. Bis 1945 befand sich der Ort im Landkreis Oppeln.
1945 kam der bisher deutsche Ort unter polnische Verwaltung, wurde in Nowe Budkowice umbenannt und der Woiwodschaft Schlesien angeschlossen. 1950 wurde Nowe Budkowice Teil der Woiwodschaft Oppeln und 1999 des wiedergegründeten Powiat Opolski. Im März 2009 erhielt der Ort zusätzlich den amtlichen deutschen Ortsnamen Neu Budkowitz.

## Vereine
- Deutscher Freundschaftskreis